# Christy Ucheibe
Christy Onyenaturuchi Ucheibe (* 25. Dezember 2000 in Kano) ist eine nigerianische Fußballspielerin.

## Karriere

### Klub
Sie begann ihre Karriere in ihrer Heimat bei den Nasarawa Amazons, wo sie von mindestens 2018 bis 2019 aktiv war. Danach wechselte sie nach Schweden, wo sie sich dem Assi IF anschloss. Nach einiger Zeit hier unterschrieb sie 2020 in Portugal bei Benfica Lissabon, wo sie bis heute auch aktiv ist.

### Nationalmannschaft
Nachdem sie bereits in der U17 und U20 ein paar Einsätze hatte, kam sie für die A-Nationalmannschaft erstmals im Jahr 2022 zum Einsatz. Ihr erstes Turnier war hierbei der Afrika-Cup 2022, wo sie ab dem zweiten Gruppenspiel in jeder Partie aktiv war, am Ende schied sie mit ihrem Team jedoch im Halbfinale gegen Marokko aus. Dies reichte für sie und ihre Mannschaft aber aus, um sich für die Weltmeisterschaft 2023 zu qualifizieren.
Am 16. Juni 2023 wurde sie für den nigerianischen Kader bei der Weltmeisterschaft 2023 nominiert, kam in jedem der vier Spiele ihres Teams zum Einsatz und schied mit der Mannschaft im Achtelfinale gegen die Engländerinnen aus.